# Кобенг
Кобенг (англ. Qhobeng) — одна з місцевих громад, що розташована в районі Мохалес-Хук, Лесото. Населення місцевої громади у 2006 році становило 3083 особи.